# 피오나 애플
피오나 애플(Fiona Apple Maggart, 1977년 9월 13일~)은 미국의 싱어송라이터, 피아니스트이다.
그녀의 아버지는 텔레비전 연기자였고 어머니는 댄서이자 가수였다. 부모는 정식으로 결혼한 상태가 아니었으며, 피오나 애플이 4살때에 헤어졌다. 그녀는 줄곧 어머니와 함께 살게 되었다. 피오나 애플은 8살 때부터 계속 정신과 치료 받았으며, 12살때에는 성폭행을 당해서 그 충격으로 정신질환에 시달리기도 했다.
그녀는 음반을 듣거나 피아노를 연주하면서 어두운 현실에서 벗어나 자신만의 세계에 도피했다. 그녀는 8살의 나이에 피아노를 배우기 시작했고 11살에는 그녀의 첫 번째 노래를 만들었다. 비틀즈, 지미 헨드릭스, 엘라 피츠제럴드 등의 음반을 즐겨 들었으며, 스탠다즈 재즈를 들으며 자랐고 이는 그녀 음악의 주된 색깔이 되었다.

## 음반 목록
- Tidal (1996)
- When the Pawn... (1999)
- Extraordinary Machine (2005)
- The Idler Wheel... (2012)
- Fetch the Bolt Cutters (2020)